# Panhard & Levassor Type U2
Der Panhard & Levassor Type U2 ist ein frühes Pkw-Modell. Hersteller war Panhard & Levassor in Frankreich.

## Beschreibung
Die Fahrzeuge haben einen von Arthur Constantin Krebs entwickelten Ottomotor. In den Motorcodes „T4R“ und „T4F“ steht das „T“ für diesen „Centaure allégé“ genannten Motor und die „4“ für die Anzahl der Zylinder.
Zwei Motorgrößen standen zur Wahl. Beides sind Vierzylinder-Reihenmotoren mit einzeln gegossenen Zylindern. Der kleinere hat 90 mm Bohrung, 130 mm Hub und 3308 cm³ Hubraum. Er wurde auch 15 CV genannt. Der größere hat 100 mm Bohrung, 130 mm Hub, 4084 cm³ Hubraum und war mit 18 CV eingestuft. Die Leistung des Frontmotors wird über ein Vierganggetriebe und Ketten an die Hinterachse übertragen.
Der Radstand beträgt zwischen 277 cm und 313 cm.
Bekannt sind Doppelphaeton, Phaeton, Limousine und Landaulet.
Die Produktion der kleineren Variante lief von Januar 1907 bis Februar 1910. In den einzelnen Kalenderjahren wurden 2, 67, 53 und 3 Fahrzeuge hergestellt. Die andere Ausführung gab es von Januar 1907 bis Oktober 1911. Sie war mit 337, 243, 214, 57 und 5 Fahrzeugen erfolgreicher. Zusammen sind das 981 Fahrzeuge, von denen 263 exportiert wurden.
Ein erhaltenes Fahrzeug von 1908 wurde 2017 für 74.300 Pfund Sterling versteigert. Aufgrund des Kettenantriebs ist erkennbar, dass die Angabe Model XI im Auktionstext falsch ist. Anhand der bekannten Fahrgestellnummer 17129 ist eine Identifikation als Type U2 möglich.
Vorgänger war der Type J.